# 纤维鳞毛蕨
纤维鳞毛蕨（学名：Dryopteris sinofibrillosa）为鳞毛蕨科鳞毛蕨属下的一个种。